# Trois Mélodies (Satie)
Pour les articles homonymes, voir Trois Mélodies.
Trois mélodies est un recueil de mélodies d'Erik Satie composées en 1916 et publiées ensemble par Rouart-Lerolle en 1917.

## Présentation
Court recueil sur des poèmes d'auteurs différents « mais réunis par un même humour », les Trois mélodies sont composées par Satie en 1916.
Les deux dernières mélodies du cahier (qui sont les deux premières composées) sont créées par Jane Bathori et Ricardo Viñes le 18 avril 1916, lors d'un « festival Satie-Ravel » organisé par la société « Lyre et Palette » à la salle Huyghens. La première mélodie du recueil est créée par Jane Bathori et Ricardo Viñes le 21 avril 1917 au 40e concert de la Société musicale indépendante à la Salle des Agriculteurs,.
La partition regroupant les trois mélodies est publiée par Rouart-Lerolle en 1917.

## Structure
Le cahier, d'une durée d'exécution de trois minutes trente environ, comprend trois mouvements :
1. « La Statue de bronze » — Pas trop vite, en si bémol majeur, sur un texte de Léon-Paul Fargue, daté du 26 mai 1916 et dédié à Jane Bathori ;
2. « Daphénéo » — Tranquille, en ré majeur, sur un texte de Mimi Godebska[note 1], daté du 14 avril 1916 et dédié à Émile Engel[note 2] ;
3. « Le Chapelier » — Allegretto, en la majeur, sur un texte de René Chalupt (d'après Alice au pays des merveilles de Lewis Carroll), daté du 14 avril 1916 et dédié à Igor Stravinsky.

## Analyse
La première mélodie, La Statue de bronze, évoque « la tristesse d'une grenouille de bronze, ornement d'un jeu de jardin, condamnée à rester la bouche grande ouverte dans l'attente d'un mot qui ne viendra jamais ». La deuxième, Daphénéo, nous apprend qu'« un oisetier est un arbre à oiseaux ». Un chant calme, en croches égales le plus souvent, s'étale en deux strophes « ponctuées d'un long soupir d'étonnement ». Enfin, la troisième et dernière mélodie, Le Chapelier, l'histoire d'un chapelier « dont la montre retarde, bien qu'il la graisse avec du beurre et la plonge dans sa tasse de thé », se déroule sur une parodie musicale du Duo de Mireille de Gounod.
Bruno Giner souligne que chaque mélodie est écrite dans un style différent : « caf' conc' pour La Statue de bronze, mélodie « blanche » proche du futur Socrate pour Daphénéo et un pastiche pour Le Chapelier, en l'occurrence celui d'un air de Mireille de Gounod ».
Vincent Lajoinie distingue particulièrement Daphénéo, « la plus réussie des trois », avec « son texte gentiment naïf, [...] la transparence de l'accompagnement et la pureté modale de la ligne vocale, [...] à la limite du dépouillement et très proche de celle des œuvres de la maturité ». De son opinion, les autres mélodies, plus tournées vers le style passé de Satie, sont moins notables : même si Le Chapelier « peut encore faire sourire par son imitation fort réussie d'une romance « à la Gounod » (accords plaqués en triolets, harmonies doucereuses et mélodie complaisante) », La Statue de bronze, en revanche, « par son côté music-hall et sa forme tarabiscotée, ne présente guère d'intérêt majeur ».

## Discographie
- Tout Satie ! Erik Satie Complete Edition[13], CD 9, Mady Mesplé (soprano) et Aldo Ciccolini (piano), Erato 0825646047963, 2015.
- Erik Satie : Mélodies et Chansons, Holger Falk (baryton) et Steffen Schleiermacher (piano), MDG 613 1926-2, 2015.